# Міклош Радноті
Міклош Радноті (угор. Radnóti Miklós); Міклош Гла́ттер (угор. Glatter Miklós; 5 травня 1909, Будапешт, Австро-Угорщина — 10 листопада 1944, біля селища Абда, західна Угорщина) — угорський поет, один із найбільших ліриків XX століття, перекладач.

## Біографія

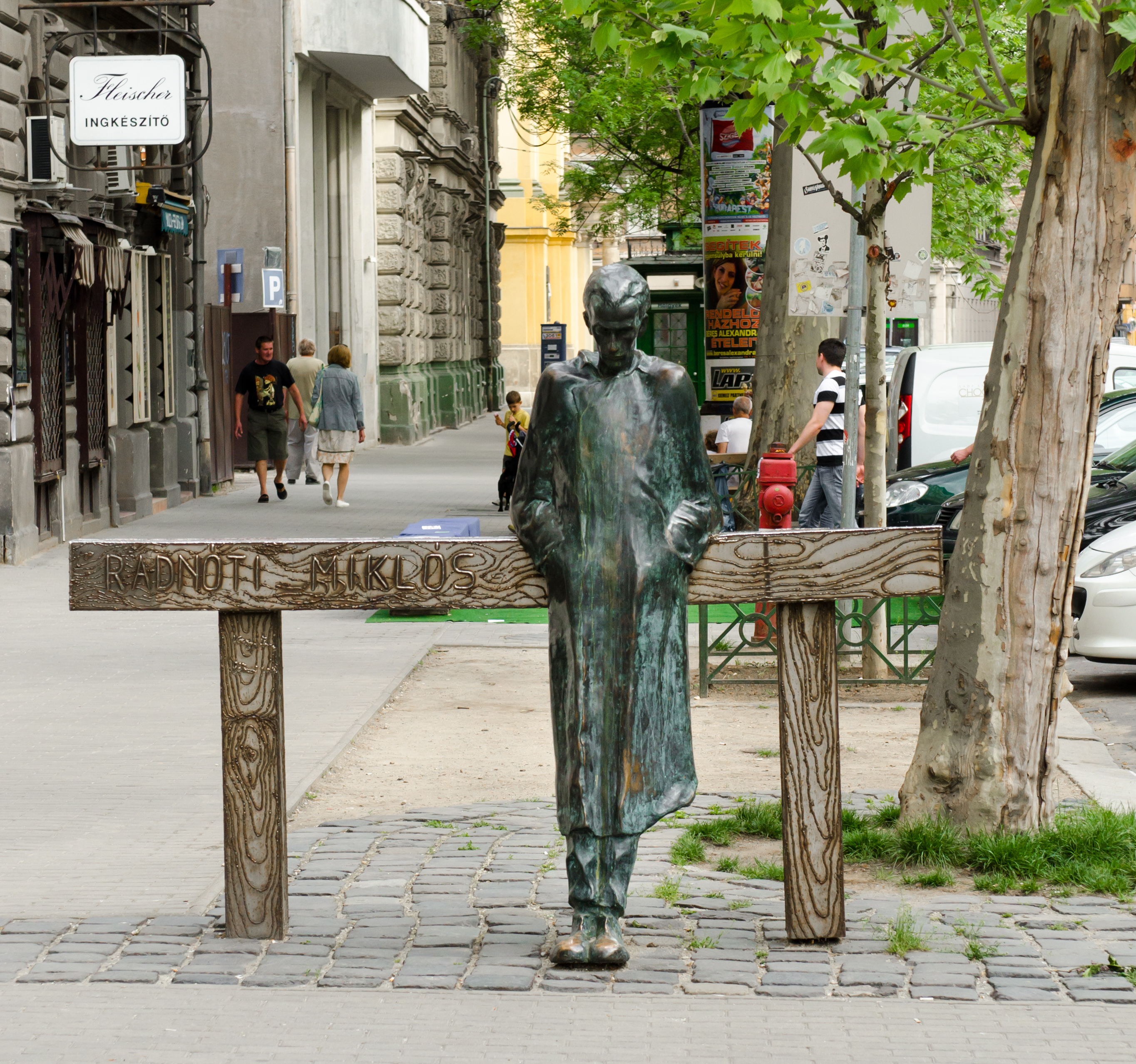
Пам'ятник у Будапешті

Народився в забезпеченій єврейській родині. Його мати, Ілона Гросс, і брат-близнюк померли при його пологах. У віці 12 років втратив батька Якоба Глеттера, виховувався родичами.
Закінчивши у 1927 році школу, провів один рік у текстильному училищі Лідерце в Чехословаччині. У 1928 році спільно з друзями видав два номери власного літературного журналу, у якому надрукував два своїх твори — «Крик чайки» (Sirálysikoly) і «Поезія бідності і ненависті» (Szegénység és gyűlölet verse). У виданій у наступному році антології вже налічувалося 12 віршів Міклоша Радноті. У 1930—1934 роках навчався на філологічному факультеті Сегедського університету ім. Ференца Йожефа на спеціальності «угорська і французька мови». У 1935 і 1938 роках двічі з місячними візитами відвідував Париж. У середині 1930-х зблизився із соціалістичними силами, глибоко пережив Громадянську війну в Іспанії, загибель Федеріко Гарсіа Лорки, відгукнувся на неї віршами. 
З початком Другої світової війни був в червні 1940-го і червні 1942 року спрямований на примусові роботи. 18 травня знову був мобілізований в угорську армію, але як єврей приписаний до частин, де не носили зброю і відправлений на Український фронт. У травні 1943 року звернувся до католицизму, охрестившись в базиліці святого Іштвана. Після окупації Угорщини німецькими військами в ході операції «Маргарита» почалася кампанія по відправці півмільйона угорських євреїв до таборів смерті пронацистським урядом Деме Стояї; Радноті був депортований 2 червня 1944 року на територію Югославії, в трудовий табір поблизу сербського містечка Бора. Звідти 3200 інтернованих гітлерівцями євреїв були відправлені в Гайденау, один з концентраційних таборів в системі Флоссельбургського табору, пішим маршем через територію Югославії та Угорщини. По дорозі Радноті був по-звірячому побитий конвоїром, а потім застрелений і похований у спільній могилі. За 18 місяців при ексгумації його тіло було опізнане по записнику з віршами останніх місяців життя. Рештки перепоховали на Будапештському кладовищі.

## Твори
- Pogány köszönto / «Язичницька здравиця» (1930)
- Újmódi pásztorok éneke/ «Пісні нових пастухів» (1931, конфіскована церковною цензурою, автор підданий тижневому тюремному ув'язненню)
- Lábadozó szél/ «Піднімається вітер» (1933)
- Újhold/ «Молодик» (1935)
- Járkálj csak, halálraítélt!/ А ти ходи, засуджений до смерті! (1937, премія Ф. Ф. Баумгартена)
- Meredek út/ «Крута дорога» (1938)
- Ikrek hava/ «Під знаком Близнюків» (1940, автобіографічна проза)
- Naptár/ «Календар» (1942)
- Karunga, a holtak ura/ «Карунга, повелитель мерців» (1944, переклади негритянських народних казок)

Радноті перекладав вірші Вергилія, Жана Лафонтена, Рембо, Малларме, Аполлінера, Поля Елюара, Блеза Сандрара, переклади видані в кн.: Orpheus nyomában / «Слідом за Орфеєм» (1942).

## Публікації в СРСР
- Стихи разных лет. Предисловие Антала Гидаша // Новый мир, 1968, № 2.
- Стихи. — М.: Художественная литература, 1968.
- Избранное. / Редактор-составитель Е. Малыхина. — Будапешт: Корвина, 1985.
- Крутая дорога. Составление и предисловие Е. Малыхина. — М.: Художественная литература, 1988.